# 呪いのワンピース
『呪いのワンピース』（のろいのワンピース）は、内田春菊による日本の漫画作品。『月刊ハロウィン』（朝日ソノラマ）にて、1989年12月号、1990年4月号、同年7月号に掲載された。とある一着のワンピースを着用すると呪われるという内容のオムニバスホラー作品。
2021年12月、『Nemuki+』（朝日新聞出版）2022年1月号に新作『呪いのワンピース2022 波子の場合』が掲載された。2022年10月、同誌11月号に読み切り『呪いのワンピース2022 美晴の場合』を掲載。2023年8月、同誌9月号に読み切り『呪いのワンピース2023 ハヅキの場合』を、同年10月に同誌11月号に読み切り『呪いのワンピース2023 ココロの場合』を掲載。2024年8月、同誌9月号では読み切り『呪いのワンピース2024 十一子の場合』を、同年10月に同誌11月号に読み切り『呪いのワンピース2024 想乃の場合』を掲載。
1992年に『内田春菊の呪いのワンピース』のタイトルでテレビアニメ化されている。

## 同時収録作品
単行本には『呪いのワンピース』のほか、「部分」（『月刊ハロウィン』1988年10月号掲載）、「由起子ちゃんは雑草の中」（『ミステリー・ハロウィン』1989年6月掲載）、「雨の日は嫌い」（『月刊ハロウィン』1989年7月号掲載）の読み切りが併録されている。

## 書誌情報
- 内田春菊『呪いのワンピース』朝日ソノラマ〈ハロウィン少女コミック館〉、1990年9月20日初版発行、ISBN 4-257-90203-5

## テレビアニメ
本作を原作として『内田春菊の呪いのワンピース』（うちだしゅんぎくののろいのワンピース）のタイトルで、1992年8月25日にTBSテレビ系列のエンターテインメント番組『ギミア・ぶれいく』内でテレビアニメスペシャルが放映された。制作はシンエイ動画だが、実制作は京都アニメーションが行った。3人の少女のストーリーが描かれるオムニバスホラー。

### あらすじ
第1話「祐子」
祐子はお金持ちの同級生・真由美から誕生会に誘われ着ていく服に悩む。誕生会には祐子が片思いする土井も来るという。祐子の家に薔薇の花模様のワンピースが届く。祐子はワンピースに魅せられるが、祐子の母は送り主のわからない服を着ることを禁じる。誕生会の日、家に入ってきた黒猫に服を破られた祐子はやむなくワンピースを着て誕生会に駆けつけるが、土井を見た途端、形相を変えて襲い掛かる。土井につきとばされ、窓から落ちた祐子の体からワンピースが消える。数日後、土井は転校。祐子はあのワンピースがまた戻ってくるのではないかと脅えている。
第2話「香穂理」
香穂理は母の弟・タカユキから薔薇模様のワンピースをプレゼントされる。タカユキに密かに思いを寄せる香穂理は、ワンピースを着てタカユキと踊ることを夢見る。翌朝、香穂理はワンピースを着たまま寝ていたのに気づき、あわてて着替える。だが朝目覚めるたびワンピースを着ていることが続き、香穂理は心を病んでいく。香穂理の母は見舞いにきた女子生徒たちに、何度もワンピースを脱がせ焼却もしたが、とうとうワンピースと香穂理の皮膚が一体化してしまったと語る。
第3話「美智代」
ボーイッシュな美智代が片思いしていた富樫が転校してしまう。翌日、美智代は熱を出して学校を休む。すると家に薔薇模様のワンピースが届く。箱には富樫からの手紙が入っていた。具合の悪い祖母にワンピースを着たお嫁さんを見せたいので協力してほしいという内容に美智代は喜ぶ。翌日の日曜、ワンピースを着た美智代は妹の千夏に「富樫くんのところに行くの」という書置きを残して出かけ、そのまま姿を消してしまう。実は富樫は引っ越しの途中、交通事故で亡くなっていたのだった。

### 声の出演
- 第1話「祐子」
  - 祐子：國府田マリ子
  - 真由美：あきやまるな
  - 土井：熊谷誠二　※作中の体操服ゼッケンには「土肥」と書かれている
  - 祐子の母：達依久子
  - 女の子A：こおろぎさとみ
  - 女の子B：高乃麗
  - 女の子C：横山智佐
- 第2話「香穂理」
  - 香穂理：森口博子
  - タカユキ：田中秀幸
  - 香穂理の母：松原雅子
  - 女教師：達依久子
  - 女の子D：國府田マリ子
  - 女の子E：さとうあい
  - 起立の声：露崎照久
- 第3話「美智代」
  - 美智代：横山智佐
  - 富樫：西村智博
  - 美智子の母：さとうあい
  - 千夏：こおろぎさとみ
  - 伯母さん：松原雅子
  - 男子A：熊谷誠二
  - 男子B：田中秀幸
  - 男子C：露崎照久
  - 女子A：高乃麗
  - 女子B：あきやまるな
  - 女子C：國府田マリ子

### スタッフ
- 原作：内田春菊[1]
- 監督・作画監督：木上益治[1]
- 美術監督：古谷彰
- 撮影監督：刑部徹
- 録音監督：大熊昭
- 音楽：寅峰啓之[1]

### 評価
アニメーション監督の入江泰浩によると、本作は「アニメーターの目から見ても、とにかく丁寧に作られた映像という印象」の作品で、「近しいアニメーターの間でも話題に」なるほどの出来であった。木上益治は若い新人の原画マンを指導しながら自身も多くの原画を描き、「動きのキーとなる原画も丁寧な芝居で、動画も乱れのない」クオリティの映像となっている。